# Agromyza stackelbergi
Agromyza stackelbergi är en tvåvingeart som beskrevs av Friedrich Georg Hendel 1931. Agromyza stackelbergi ingår i släktet Agromyza och familjen minerarflugor. Inga underarter finns listade i Catalogue of Life.